# 嚴道古城遺址
嚴道古城遺址位於四川省滎經縣，文物遺址年代判定為漢。1980年7月7日列為四川省重新確定公布的第一批省級文物保護單位。2006年5月25日公佈為第六批全國重點文物保護單位。包括嚴道城址和何君尊楗刻閣刻石。
嚴道城址保護範圍：西至陡坎，其餘各方以城牆為基線外延100米。面積約27.975公頃。建設控制地帶：保護範圍向西外延50米至滎河，向東、南、北外延100米。何君尊楗刻閣刻石保護範圍：北至滎河，西外延400米至烈士鄉加水站，東外延600米至民建鄉順河村，南外延10米至108國道線。